# 80 (tal)
80 (Firs, Firsindtyve) er:
- Det naturlige tal efter 79, derefter følger 81
- Et heltal

Ordet firs er kortform af firsindstyve, en sammensætning af fire, sinde (gange) og tyve, altså egentlig 'fire gange tyve'.

## Inden for videnskab
- Grundstoffet kviksølv har atomnummer 80.

## Andet
I gammelt dansk sprogbrug det samme som en "ol".
80 er det største naturlige tal med kun en stavelse på dansk.
|  | Infoboks uden skabelon Denne artikel har en infoboks dannet af en tabel eller tilsvarende. |